# Bolet lignívor

El polípor és un fong sapròtrof lignícol a que s'infiltra per les arrels de l'arbre en el cor del tronc i provoca una forta podriment bru.

Un bolet lignívor, anomenat científicament fong sapròtrof, saplignícola, saproxílic o lignolític (lígnivor significa literalment « que s'alimenta de la fusta», el mode d'alimentació dels bolets essent l'osmotròfia) és un bolet que s'alimenta de fusta, causant-ne la descomposició. Agents de degradació de la fusta, aquests bolets són responsables de la podriment de la fusta amb canvis de color, càries i desagregació dels teixits vegetals. Aquests bolets que es desenvolupen en els arbres vivents i en la fusta o llenya, tenen un paper ecològic essencial tornant la matèria orgànica al sòl i també repercussions econòmiques.

## Diferents grups
En les activitats forestals, els bolets són dividits en categories artificials que no són lligades ni a la sistemàtica ni a la morfologia dels organismes, però al tipus de deterioraments que ocasionin. Es considera generalment diferents denominacions les més conegudes de les quals comprenen:
- el podriment fibrós (anomenada també podriment blanc en la fusta exposada a l'aire (provocada per bolets que s'ataquen preferentment a la lignina, per exemple Coriolus versicolor o Phellinus megaloporus),
- el podriment cúbic (anomenat també podriment sec o bru) en la fusta exposada a l'aire (provocada per bolets que s'ataquen preferentment a la cel·lulosa, per exemple Serpula lacrymans - un bolet de les cases - o Lenzites separia),
- el podriment tou en la fusta saturada d'aigua (Chaetomium globosum).

## Ecologia forestal
Mentre que les malalties criptogàmiques provocades pels bolets fitopatògens impliquen vectors infecciosos (essencialment insectes responsables de la vecció entomòfila que transmeten l'agent fitopatogen microbià (espores de bacteris, de bolets) a una planta sana o afeblida per la seva inoculació, els agents fúngic de podriment de la fusta, que també són considerats com patògens (paràsits dits de debilitat), ataquen generalment l'arbre afeblit (l'arbre sa desenvolupa defenses químiques i mecàniques que els bloquen l'entrada). El seu miceli nascut de la germinació de les espores, després d'una fase de dormició més o menys llarga, infecta l'arbre senescent o per causa d'un estrès biòtic o abiòtic (talla, pol·lució aèria i subterrània, gel, estrès hídric, etc.)
Agents de podriment de la fusta, aquests bolets són temuts pels forestals perquè llur presència sobre parts mortes d'un arbre significa sempre la mort completa de l'arbre en un termini més o menys breu. Paral·lelament, són indicadors de gestió durable dels boscos. Constitueixen en efecte dels microhàbitats rics en biodiversitat i figuren entre els principals recicladors del carboni orgànic en es ecosistemes terrestres.

## Història evolutiva
| « | Si els éssers microscòpics desapareguessin de la nostra planeta, la superfície terrestre seria plena de matèria orgànica morta i cadàvers de tota mena, animals i plantes. Són aquests principalment que donen a l’oxigen les seves propietats comburents. Sense aquests, la vida seria impossible, perquè l’obra de la mort seria incompleta. | » |

Durant el Carbonífer (– 358 a – 298 milions d'anys), d'immensos boscos de cues de cavall i de falgueres gegants, així com de les primeres gimnospermes, es fossilitzen; l'absència d'agents eficaços de degradació de la fusta afavoreix la carbonització d'aquests organismes vegetals que formen una necromassa que s'acumula sota forma de jaciments de lignit i d'hulla. Estudis de genòmica comparativa mostren que a la fi d'aquest període geològic, cap a 290 milions d'anys, apareixen bolets lignívors, agents del podriment blanc: ascomicets i basidiomicets, constituïts de filaments microscòpics (anomenats hifes) formant el miceli, s'equipen llavors de cel·lulases, d'hemicel·lulases i de ligninases, enzims capaços de descompondre la cel·lulosa, l'hemicel·lulosa i la lignina. Són aquests bolets sapròtrofes lignícoles, essencialment poliporals de la classe dels agaricomicets, que, per l'intermediari dels seus hifes, fan 
| « | obra de la mort | » |

 i permeten a l'ecosistema terrestre de trobar un nou equilibri. Després hi ha l'emergència dels agents del podriment bru, apareguts una quarantena de vegades en el transcurs de l'evolució dels bolets La seva evolució regressiva (noció que s'oposa a la visió tradicional de progrés evolutiu) es tradueix per una forta disminució de l'equipament enzimàtic diversificat dels agents del podriment blanc (ligninases, cellulases). Aquests "enterradors" són així menys eficaços en la descomposició total de la fusta però diverses espèciespolyphylétiques a tres ordres (Gloeophyllales, poliporals i boletales) han desenvolupat un mecanisme eficient de despolimerització de la cel·lulosa, via la reacció de Fenton, produint radicals lliures hidroxils que poden extreure els àtoms d'hidrogen pertanyent a les connexions osídiques de la cel·lulosa. És possible que aquesta maquinària no enzimàtica original hagi participat en l'explotació de nous nínxols ecològics (desenvolupament en entorns rics en nitrogen d'espècies f 149ngiques que no tenen necessitat de degradar els complexos lignina-proteina, en conífers la lignina de les quals té una composició diferent, o en el moment de la diversificació de les plantes amb flors caracteritzades per la síntesi de lignina diferent).

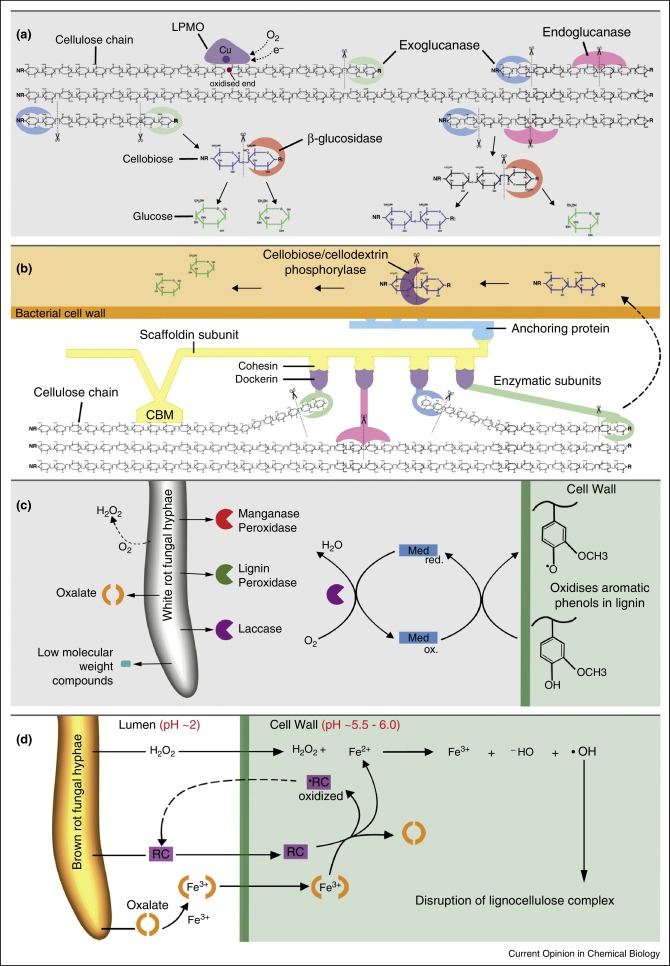
Representació esquemàtica dels mecanismes lignocel·lulítics. (c) Degradació de la lignina pels bolets del podriment blanc que segreguen enzims extracel·lulars (peroxidases de lignina que rovellen les fraccions aromàtiques no fenòliques, peroxidases de manganès i laccases, via un mediador Med, que oxiden les subunitats fenòliques). (d) Degradació lignocel·lulítica pels bolets del podriment bru que utilitzen la reacció de Fenton

Els estudis filogenètics suggereixen que la major part dels agents del podriment bru són generalistes o especialitzades en espècies de gimnospermes. L'emergència dels angiosperms ha obert un immens nínxol ecològic que ha permès el desenvolupament d'agents del podriment blanc.